# Zandblauwtje
Het zandblauwtje (Jasione montana) is een eenjarige, overwinterende of tweejarige plant, die behoort tot de klokjesfamilie (Campanulaceae). Het is een plant van droge, kalkarme zandgrond: tussen het gras of op open plekken.

## Determinatie
De plant wordt 10–45 cm hoog. De stengels en bladeren zijn ruw behaard. Naar boven toe zitten er geen bladeren aan de stengel en is deze daar niet behaard. De bladeren hebben een gelobde rand. De onderste, stompe bladeren zijn omgekeerd eirond en de bovenste, vrij spits en lancet- tot lijnvormig.

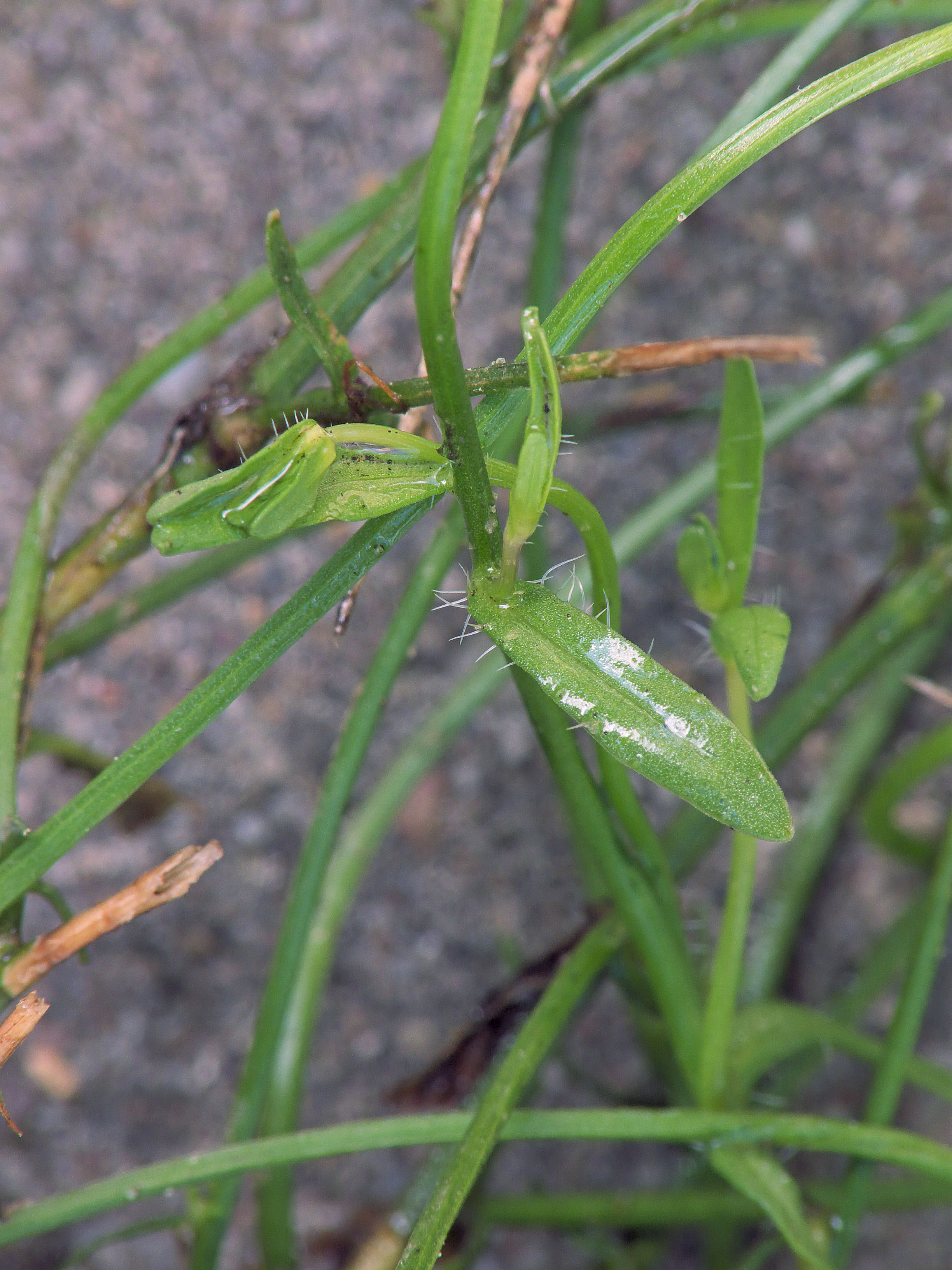
Stengelblad

Het zandblauwtje bloeit van juni tot augustus met hemelsblauwe, soms witte of roodachtige bloemen. De bloemkroon is tot aan de voet gespleten. De stempels zijn kort en dik en de helmdraden zijn priemvormig. De bloeiwijze is een bolvormig hoofdje.
De vrucht is een aan de top met twee poriën openspringende (dehiscente) doosvrucht.

## Ondersoorten
Er kunnen twee ondersoorten onderscheiden worden:
- Jasione montana subsp. montana, die hoger en meer rechtop groeit en
- Jasione montana susbsp. litoralis, die in de kustgebieden voorkomt en kleiner en meer horizontaal groeit.

## Ecologie
Het zandblauwtje is de waardplant voor de mot zandblauwbladroller (Cochylis pallidana).

### Syntaxonomie
Zandblauwtje is een indicatorsoort voor struisgrasvegetaties (ha), een karteringseenheid in de Biologische Waarderingskaart (BWK) van Vlaanderen en het Brussels Hoofdstedelijk Gewest.